# Yuanhui
Yuanhui (en chino, 源汇; pinyin, Yuán·Huì (escuchar)ⓘ) es un distrito urbano bajo la administración directa de la Prefectura  Luohe  en la Provincia de Henan, República Popular China.  Su área es de 230 km² y su población total para 2020 superó los 300 mil  habitantes. 

## Administración
Desde septiembre de 2021, el  Distrito Yuanhui se divide en 7 pueblos  administrados  en 3 subdistritos y 4 poblados.

## Toponimia
El topónimo Yuanhui [/yuán-Juéi/] se compone de los sinogramas Yuan (fuente/origen) y Hui (confluir). En 1852 se fundó la aldea Yuanhui, con el significado; donde se origina la confluencia de muchas aguas, llamada así por hallarse en la unión de diversos cursos de agua.